# کارایان ۶۹۷۳
سیارک ۶۹۷۳ (به انگلیسی: 6973 Karajan، نامگذاری:1992HK) شش هزار و نهصد و هفتاد و سومین سیارک کشف شده‌است که در ۲۷ آوریل ۱۹۹۲ کشف شد.